# Фосфорнокислый топливный элемент

Схема работы фосфорнокислого топливного элемента.

## Предпосылки и первые опыты
Основная проблема при работе топливных элементов с полимерной мембраной — быстрое испарение воды при температурах выше 80 °C. Важно было создать топливный элемент, работающий при температурах 80..200 °C (идеальная рабочая температура для автомобильного применения — около 120 °C). Выбор альтернативного переносчика протонов пал на кислоты — естественные источники протонов. Ортофосфорная кислота, обладающая очень малым давлением насыщенных паров и относительно малой способностью к растворению (так как она является средней кислотой), оказалась удачным выбором.
Одновременно возникли следующие проблемы:
1. Удержание кислоты
2. Испарение кислоты

В 60х годах XX века для удержания кислот и предотвращения их испарения было предложено применять кремниевые либо асбестовые матрицы. Эта технология себя не оправдала, так как матрицы удерживали небольшое количество кислоты (на единицу массы матрицы) и удержание было исключительно физическое (то есть кислота удерживалась в матрице подобно воде в поролоновой губке). Кислота вытекала, необходимо было использовать специальные поддоны с кислотами. Применение такого топливного элемента было бы затруднительным и неэкологичным.

## Вторая жизнь
Новый виток развития фосфорнокислые топливные элементы получили при использовании в качестве матриц ПБИ ( поли[2,20-(m-фенил)-5,50-бибензимидазол]). Pemeas (теперь принадлежащая химическому концерну BASF) начала продавать коммерческие образцы топливных элементов с временем работы около 30000 часов при сохранении рабочих характеристик. После приобретения BASF компании Pemeas продажа коммерческих образцов прекращена, что говорит о других интересах компании.
Преимущество ПБИ состоит в том, что на одно звено ПБИ может приходиться до 10 молекул кислоты. Оптимальным уровнем допирования (т.е. количества молекул кислоты на одно звено ПБИ) является по-видимому, уровень в 5-7 молекул ПБИ.

## Современное состояние технологии
В настоящее время ПБИ матрицы (и их аналоги) окончательно вытеснили все остальные типы полимерных матриц для фосфорнокислотных топливных элементов.